# Tasso Corrêa

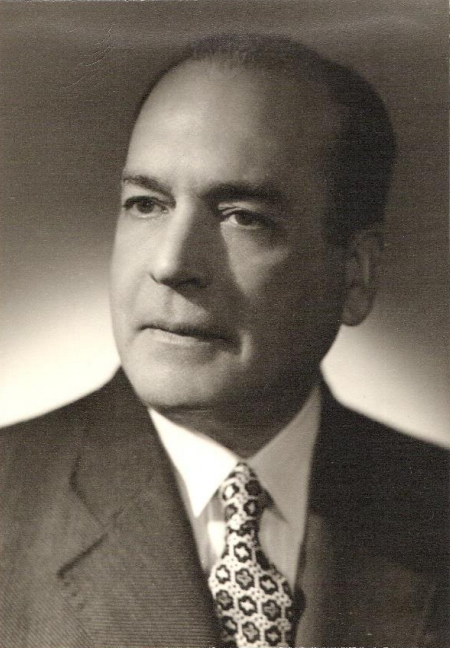
Tasso Corrêa em 1950

Tasso Bolivar Dias Corrêa (Uruguaiana, 25 de dezembro de 1901 — Porto Alegre, 7 de julho de 1977) foi um advogado, pianista e professor brasileiro. 
Depois de iniciar uma promissora carreira na música, ela passou para o segundo plano ao ser nomeado diretor do Instituto de Belas Artes de Porto Alegre, permanecendo no cargo de 1936 a 1958. Adotou uma linha administrativa centralizada e autoritária, alinhando-se à política nacional da Era Vargas, mas deixou um importante legado como administrador e mentor de uma renovação ideológica adequada aos novos tempos, consolidando a autonomização e profissionalização do campo artístico e do ensino superior de artes no estado do Rio Grande do Sul e projetando a instituição nacionalmente.

## Biografia

### Família
Tasso Corrêa era filho de Rosina Dias e Oscar da Cunha Corrêa. Nascido em Uruguaiana em 25 de dezembro de 1901, só foi batizado em 4 de janeiro de 1909, quando a família estava no Rio de Janeiro. Seu pai, nascido na propriedade da família em Quaraí, a Estância São Maximiliano, filho de José Bento Corrêa e Ana da Cunha, foi economista e engenheiro civil e desenvolveu significativa carreira. Foi engenheiro chefe da Inspetoria Federal dos Portos, Rios e Canais, e liderou comissões de estudo para construção de portos no Maranhão, Paraná, Ceará, Bahia e Rio Grande. Foi ainda um dos fundadores e presidente do Clube Republicano Rio-Grandense, um dos comandantes do Batalhão Benjamin Constant que apoiou o presidente Floriano Peixoto na revolta de 1893, jornalista, diretor da Revista Federal, redator das Efemérides da República, e deputado federal, apresentando ao presidente Wenceslau Brás o projeto Reorganização Monetária e Financeira, onde sugeria entre outras medidas a construção de uma ponte que ligasse Quaraí à capital do departamento uruguaio de Artigas, sendo o primeiro registro sobre a futura construção da Ponte Internacional da Concórdia.
A família tinha raízes na elite estancieira, tradição na política e produziu muitas personalidades de relevo. Oscar era irmão de Miguel da Cunha Corrêa, coronel e duas vezes intendente de Quaraí, de José Romaguera da Cunha Corrêa, intendente de Uruguaiana e deputado estadual, e de Rivadávia da Cunha Corrêa, deputado federal, senador, ministro da Justiça e da Fazenda, prefeito do Distrito Federal, e primo-irmão de Francisco Flores da Cunha, intendente de Quaraí, deputado estadual e federal, senador, e de José Antônio Flores da Cunha, general, deputado estadual e federal, senador, interventor federal e governador do Rio Grande do Sul.
Tasso casou em Porto Alegre em 11 de julho de 1926 com Ilza Maria Corrêa Daudt, gerando os filhos Jahyra, Nayá, Tasso, Carlos e Rosalina Daudt Corrêa.

### Primeiros anos
Seu pai viajava muito em suas funções de engenheiro, e Tasso fez seus primeiros estudos no Liceu do Ceará em 1915, e no Ginásio Santo Antônio Maria Zacarias do Rio de Janeiro em 1916-1917. Desde jovem aplicado nos estudos de piano, ingressou no Instituto Nacional de Música do Rio para aperfeiçoamento, graduando-se em 1921, sendo distinguido com o 1º prêmio do Concurso Nacional de Piano e a Medalha Alberto Nepomuceno. Ainda no Rio, em 1920 esteve entre os fundadores do Sociedade de Cultura Musical, e iniciou o curso de Direito, mas não o concluiu.

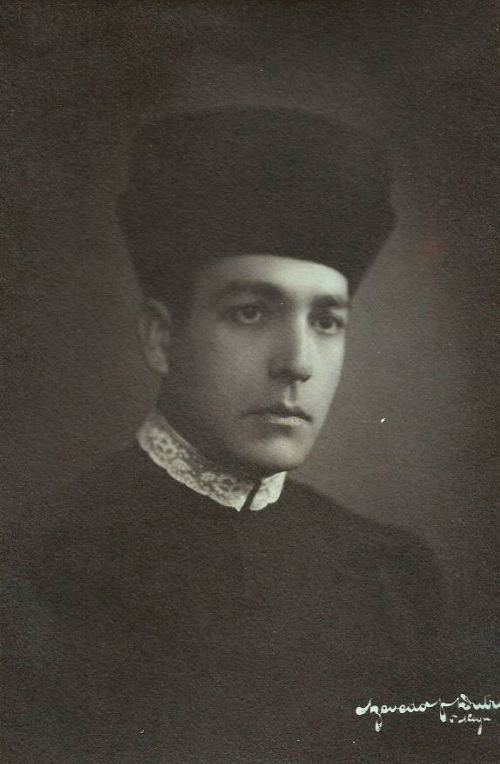
Foto de formatura no Instituto de Música do Rio, 1921

Por indicação de Guilherme Fontainha, em 1922 passou a lecionar no Conservatório de Música do Instituto Livre de Belas Artes de Porto Alegre, no mesmo ano participou da fundação de um Conservatório de Música na cidade de Rio Grande, inaugurado em 4 de abril, do qual foi professor e o primeiro diretor, mas em janeiro do ano seguinte, depois de uma turnê de concertos pelo interior do estado, renunciou, assumindo a direção interina do Conservatório de Porto Alegre após a saída de Fontainha. Em 15 de março de 1924 o Instituto de Belas Artes criou em Rio Grande um outro Conservatório de Música como sua sucursal, o Conservatório Riograndense de Música, dirigido por Corrêa e Fontainha. Ainda em 1924 aparece no Conselho Diretor da Rádio Sociedade Rio-Grandense. Em 1925, após a demissão de José Joaquim Andrade Neves, assumiu o Conservatório de Porto Alegre na qualidade de diretor provisório.
Neste período consolidou seu renome no campo da música, personalidade de "comprovado valor de mestre e rara habilidade de pianista", em 1923 era professor do Centro de Cultura Artística, em 1926 vice-presidente do Centro Musical Porto-Alegrense, em 1927 participou da fundação da Sociedade de Cultura Musical de Porto Alegre, em 1928 promoveu concertos no Theatro São Pedro, sob a regência de Francisco Braga, e convidou para se apresentarem a pianista Guiomar Novais e a companhia de ópera Bilbro-Cavallar, e em 1931 participou da criação da Sala Beethoven, inaugurada em 16 de julho, um departamento da Casa Beethoven, um celebrado comércio de instrumentos e partituras de Arthur Pizzoli, na qual atuou como diretor artístico, encarregado de organizar a programação de concertos, iniciativa que, embora brilhante e muito bem recebida, teve vida curta, pedindo dispensa de suas funções em abril de 1932 devido à sobrecarga de trabalho em suas múltiplas atividades, e no mês seguinte a Sala fechou.
Concluiu o curso de Direito na Faculdade de Direito de Porto Alegre em 1933, tendo como orientador Manuel André da Rocha. Exerceu a advocacia com muito êxito, o que lhe trouxe considerável prestígio e influência. Segundo Círio Simon, foi na prática do Direito que teve sua iniciação na burocracia, o que fez com que sua carreira de músico acabasse sendo obscurecida pela de administrador, e provavelmente também através do Direito se interessou pelo ativismo estudantil, sendo uma liderança na fundação do Centro Acadêmico do Instituto e na legitimação das suas atividades.
Também intensificava sua participação na política. Em 1934 estava entre os membros do primeiro Conselho da Ação de Resistência Nacional, ligada ao Partido Republicano Liberal, e foi um dos oradores no ato público em apoio ao general José Antônio Flores da Cunha, em 1935 participou das homenagens ao deputado liberal João Carlos Machado.

### O Instituto de Belas Artes

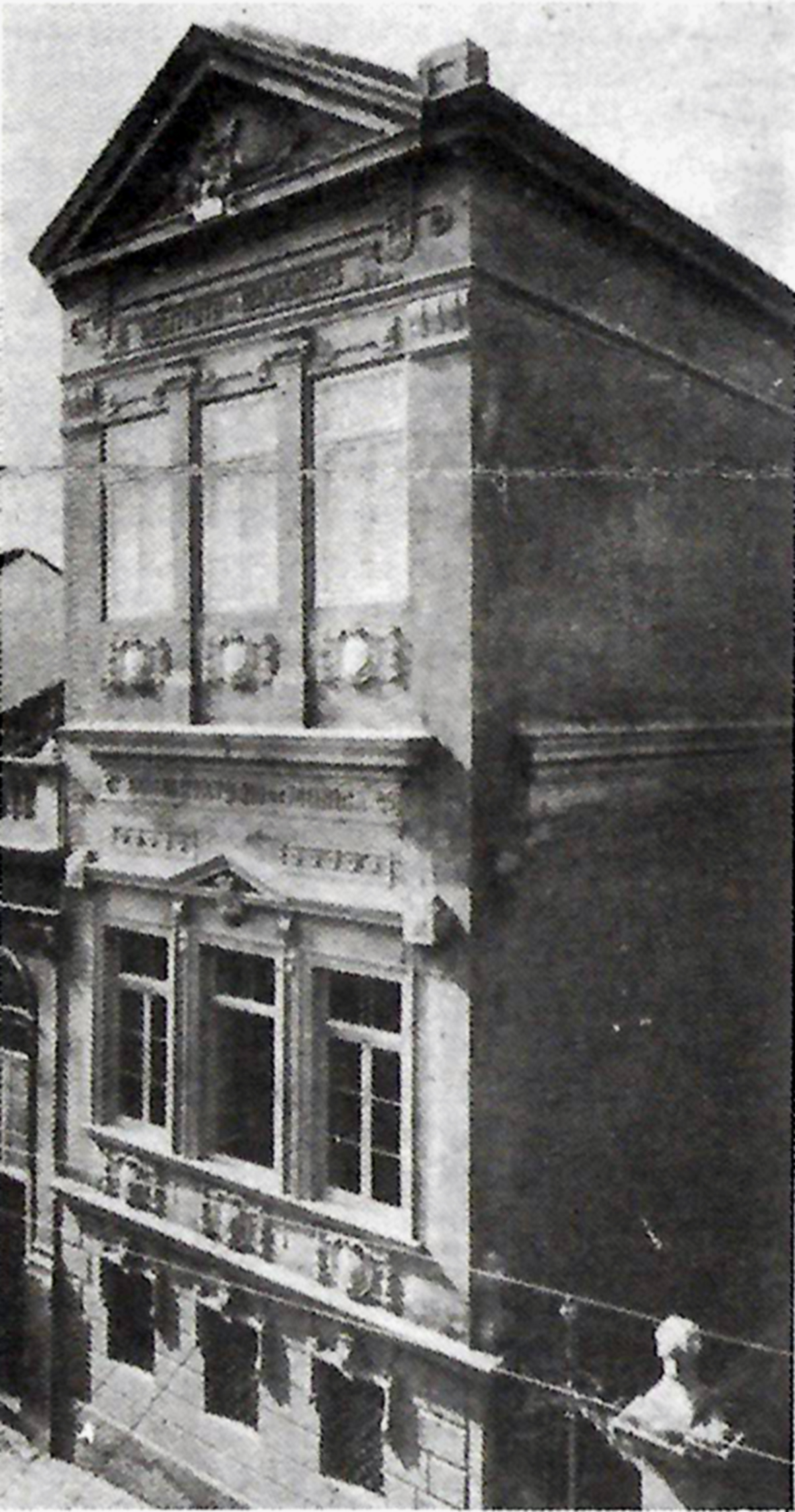
A primeira sede do Instituto de Artes.

A criação do Instituto de Belas Artes em 1908 fora uma obra da classe política, intelectual e empresarial do estado, e não da classe artística, entre os fundadores havia apenas um artista plástico, Libindo Ferrás, e a Comissão Central, o órgão deliberativo máximo, estando acima da Diretoria e abaixo apenas da Presidência, foi dominada por agentes de fora do campo artístico, enquanto os docentes artistas e os técnicos tinham uma capacidade de interferência muito pequena nas decisões políticas e administrativas, e legalmente não tinham nenhuma. Isso não parecia uma contradição nos primeiros tempos, pois esses agentes haviam sido escolhidos politicamente como os membros mais representativos da sociedade, capazes de exercer influência em várias esferas em favor da instituição, e de fato há múltiplos registros de seu sincero devotamento à causa, mas em termos artísticos eram diletantes ou nem isso, e se interessavam pelo Instituto mais como um projeto civilizador genérico e como uma ferramenta de progresso social, sintonizados com o ideal republicano, o positivismo e as forças urbanas em vias de organização. O próprio campo das artes ainda era impregnado com ideias do século anterior, tradicionalmente era visto como uma atividade decorativa secundária, era dominado por amadores e no início do século XX estava apenas começando seu processo de autonomização, legitimação e profissionalização.
Algumas reformas no sentido de propiciar uma maior colaboração entre docentes e a Comissão Central haviam sido introduzidas em 1927, delegando às duas Congregações de professores (Artes e Música) um poder consultivo, mas permaneceram com pouco efeito prático. O Decreto–Lei nº 19.851 de 1931 mudou isso, atribuindo às Congregações o poder de decisão superior em todas as deliberações relativas ao ensino. Contudo, em 1932 a Comissão Central introduziu um novo regulamento concentrando as decisões nas mãos do presidente do Instituto, incluindo o poder de nomear professores. Os professores não ficaram satisfeitos e organizaram um movimento de resistência, sob a liderança de Tasso Corrêa. Em 24 de outubro de 1933, durante uma formatura no Theatro São Pedro, da qual era paraninfo, Corrêa tomou a palavra e inesperadamente expôs de forma contundente a pouca valorização dos professores e as dificuldades do IBA, em presença de grande público e do próprio corpo diretivo. Um trecho do discurso ilustra sua visão da situação: 
"A posição de inferioridade dos professores, afirmo sem receio de errar, é o motivo principal do fracasso das últimas administrações. Os professores, aqueles que são os verdadeiros sustentáculos deste Instituto, pelo seu trabalho profícuo e honesto, – pouca gente sabe disso – não têm garantia de espécie alguma dentro desta casa. Nós, os professores, não temos a menor interferência, nem na parte administrativa, nem na parte técnica. O IBA-RS é uma instituição dirigida por médicos, advogados, comerciantes, etc. Daí se verifica que o Instituto, sendo uma organização destinada à difusão do ensino artístico no Rio Grande do Sul, é orientado por cavalheiros de alta distinção, mas que, infelizmente, nada entendem ou sabem de arte".
Sua reclamação, diante do contexto vigente, não era desprovida de fundamento. O modelo administrativo que Corrêa defendia era radicalmente contrário aos princípios da Comissão Central conforme definidos em seus Estatutos e consagrados na prática, e foi sob sua liderança que a mentalidade no interior da instituição começou de fato a mudar em direção à primazia dos profissionais da arte. Sua posição foi fortalecida com a subida de Getúlio Vargas ao poder, introduzindo uma nova orientação para o gerenciamento das escolas superiores e abalando os princípios ideológicos da República Velha. Localmente, na década de 1930 as bases econômicas e políticas da velha oligarquia gaúcha que sustentara a Comissão Central estavam em franco processo de desmantelamento.
De toda forma, a fala de Corrêa na formatura de 1933 não foi interrompida e nem ele foi interpelado pelos presentes, mas foi demitido no dia seguinte. Imediatamente organizou-se um movimento pela sua volta, composto pelos professores com apoio do governo estadual e dos estudantes, que produziram um abaixo-assinado com 102 nomes, onde alegavam que Tasso "trouxe o Instituto de Belas Artes às alturas em que se encontra, tem a energia, a capacidade, a fé, dos quais o Instituto não pode prescindir, na nova fase que vai iniciar dentro da Universidade de Porto Alegre. Sua permanência na direção do Instituto de Belas Artes se impõe pelo bem desta casa de ensino e da nossa cultura artística". Forçada a recuar, em 9 de novembro a Comissão Central revogou a demissão, substituindo-a por uma advertência e 15 dias de suspensão, o que fortaleceu a posição de Corrêa. Não só foi reintegrado como, através de suas conexões políticas, desempenhou um papel fundamental para assegurar a inclusão do Instituto no projeto de fusão das escolas superiores independentes de Porto Alegre para a fundação da primeira universidade do estado: a Universidade de Porto Alegre, criada em 28 de novembro de 1934, antecessora direta da Universidade Federal do Rio Grande do Sul. Em preparação para a fusão, em maio de 1934 já havia sido designado para integrar a comissão dos novos Estatutos Provisórios do Instituto, e embora não fosse o presidente da comissão, liderou todos os trabalhos, e em 16 de abril de 1936 representou o Instituto na reunião que instalou o primeiro Conselho Universitário da UPA.

### Direção do IBA

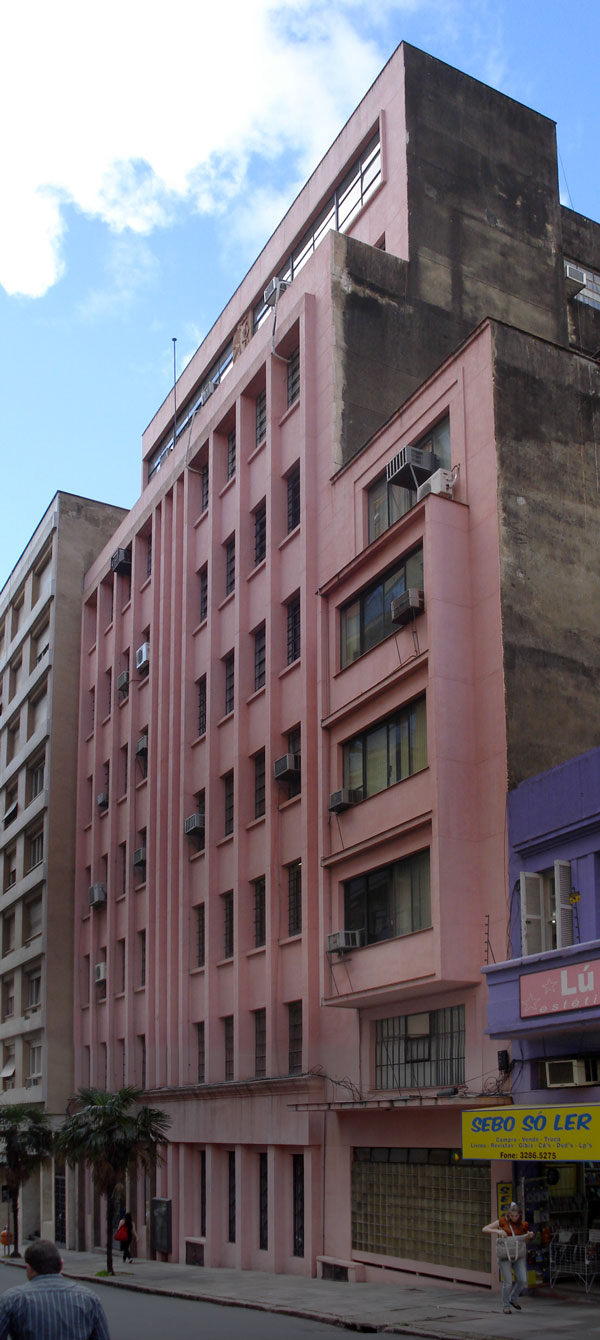
O prédio novo do Instituto de Artes, erguido entre 1941 e 1943, durante sua gestão

Nomeado diretor do Instituto em 27 de abril de 1936, permaneceu à testa da instituição até aposentar-se em 1958. Contudo, neste período o Instituto entrou em um longo ciclo de crise institucional, sendo desligado da universidade e reintegrado várias vezes, em função de diversos fatores, mas principalmente o desejo do corpo diretor e docente de manter a independência administrativa. Não obstante, sua administração foi marcada por profundas mudanças e por um estilo de comando centralizador. Em termos estruturais, extinguiu os cargos de diretores da Escola de Artes e do Conservatório de Música do Instituto e concentrou em si suas atribuições, acumulou as funções de presidente e vice da Comissão Central, que já estava então esvaziada e seria extinta em 1939, e fundiu as duas Congregações de professores em uma só. No campo do ensino sua atenção se concentrou no setor das Artes, pouco interferindo no setor da Música, um campo com uma tradição de profissionalismo já antiga e bem consolidada quando ele assumiu, e que no interior do Instituto já estava muito mais organizado. Em sua gestão o setor das Artes foi aquele que mais ganhou, tanto interna como externamente. Reformou profundamente o currículo, introduziu novas disciplinas, entre elas Arquitetura e Urbanismo, Arte Decorativa, Modelagem e Escultura, Estética e História da Arte, contratou novos professores qualificados e, diferente do período anterior, conseguiu manter a equipe coesa através de vínculos empregatícios estáveis através de concurso público e um plano de carreira. Entre os mestres que contratou estavam Angelo Guido, João Fahrion, Fernando Corona, Luiz Maristany de Trias, Ado Malagoli, Aldo Locatelli, Joseph Lutzenberger e seu irmão Ernani Dias Corrêa, um notado arquiteto. Também estimulou o protagonismo dos estudantes, procurou integrar as atividades das Artes e da Música, estabeleceu parcerias com outras instituições, especialmente a Escola Nacional de Belas Artes, instituiu uma tradição de salões e exposições de arte regulares, criou a Pinacoteca Barão de Santo Ângelo e procurou ampliar seu acervo, organizou a participação de alunos na 1ª Bienal de São Paulo, e promoveu a construção de uma sede nova e mais ampla.
Ainda deve ser lembrada sua instituição em 1944 do primeiro curso de Arquitetura e Urbanismo do estado, que embora extinto em 1949 para possibilitar a criação da Faculdade de Arquitetura, formou uma turma de profissionais que renovou a paisagem urbana local através da difusão da estética modernista, da qual a própria sede do Instituto, projetada por Fernando Corona, é um expressivo exemplo. Corrêa entendia a arquitetura como uma mescla de técnica e arte, seguindo os princípios apregoados por Lúcio Costa na Faculdade Nacional de Arquitetura do Rio de Janeiro. A cadeira de Teoria da Arquitetura, ministrada por Demétrio Ribeiro durante o segundo ano do curso, deixava explícita as relações da disciplina com a arte apresentando conceitos próprios deste campo em paralelo com aspectos técnicos como funcionalidade, materiais e estrutura. Convocou a reunião que criou em 19 de março 1948 a seção do Rio Grande do Instituto de Arquitetos do Brasil.

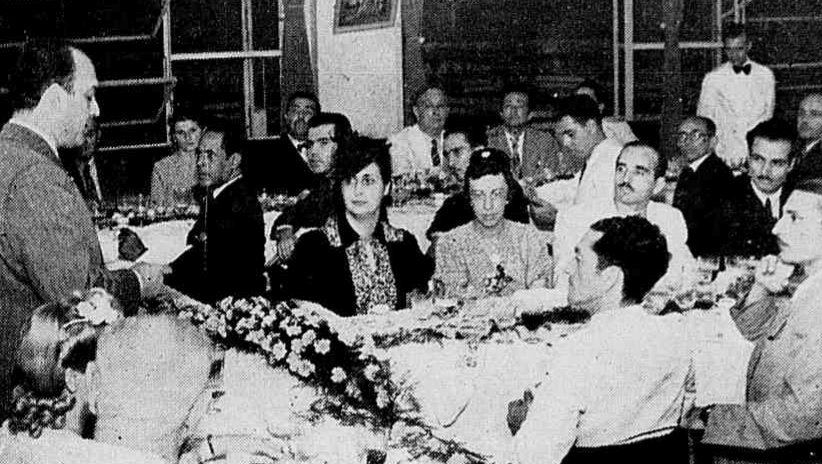
Tasso Corrêa, em pé à esquerda, discursa agradecendo a homenagem de artistas e intelectuais cariocas, 1941

Tasso Corrêa também foi membro da Comissão dos Estatutos da Associação Rio-Grandense de Belas Artes em 1936, participou da reunião que deliberou sobre a construção do Hospital de Clínicas e da Vila Universitária em 1937, foi recebido na Sociedade Brasileira de Belas Artes em 1940, eleito patrono do Centro Acadêmico do Instituto em 1943, e nomeado membro do Conselho de Educação e Cultura do Estado em 1946.
Depois da inauguração da nova sede do Instituto, estando a instituição desvinculada da UPA, seus planos se voltaram para sua transformação na Universidade de Artes do Rio Grande do Sul. Também defendeu a criação de um Ministério das Artes, e aparentemente desejava ser indicado ministro, mas esses planos nunca foram realizados. Candidatou-se ao Senado Federal em 1954 pelo Partido Social Progressista, mas não foi eleito.
Seu trabalho no Instituto muitas vezes foi difícil, as verbas sempre foram escassas, e não foram poucos os atritos internos e externos, mas na década de 1950 os frutos de sua onipresença em todas as decisões, sua atuação firme nos vários momentos de crise, e sua dedicação integral e incansável (nunca tirou férias), já eram amplamente visíveis: o Instituto estava consolidado como uma conceituada instituição de ensino artístico do Brasil, e as perspectivas de continuidade deste processo estavam asseguradas. Em 1954 o crítico Quirino Campofiorito já dizia que, "vencendo as dificuldades que sempre barraram as boas iniciativas do ensino artístico em nosso país, já se faz hoje uma grande escola de arte, merecedora de incondicionais aplausos", com uma equipe abnegada que concretizava "o crescente prestígio desta escola, há muito reconhecida oficialmente e integrada com merecida hombridade no ensino superior do país".
No seu último ano como diretor, comemorando o cinquentenário da instituição, organizou e presidiu o I Congresso Brasileiro de Arte, tendo como principal atividade paralela o I Salão Pan-Americano de Arte. Segundo Diego Groisman, embora o Salão não tenha alcançado a amplitude internacional desejada, destacou-se por expor o elevado número de 670 obras de 209 artistas nacionais (de nove estados da Federação) e 104 estrangeiros (dos Estados Unidos, Chile, Bolívia, Peru, Argentina e Uruguai, mas apenas Argentina e Uruguai enviaram representações significativas), por ter sido o primeiro evento internacional em seu gênero no Rio Grande do Sul e por ter reunido artistas uruguaios ligados ao Construtivismo, e o Congresso, por ter sido o primeiro a contemplar a diversidade das expressões artísticas nacionais, promovendo debates teóricos relevantes sobre teatro, música, artes visuais, arquitetura e literatura, tratando entre outros temas das relações entre modernidade e tradição, políticas culturais, modelos de ensino, e o papel do artista na sociedade. Os eventos tiveram repercussão nacional e atraíram para Porto Alegre centenas de artistas, críticos e jornalistas, além de um longo elenco de autoridades, com expressiva repercussão na mídia. Mais de 250 reportagens e notas foram publicadas em jornais e revistas do país. Apesar do clima geral de entusiasmo, nem todas as matérias na imprensa foram favoráveis, especialmente no centro do país, diversos convidados não compareceram, e o Congresso encerrou com uma nota de conflito aberto. A última sessão foi marcada pela tensão nos debates, suscitada pela reiteração da proposta de criação do Ministério das Artes, uma ideia muito controversa que acabou sendo rejeitada. As discussões se prolongaram demais e impediram a realização da cerimônia oficial de encerramento e do jantar festivo que deveriam ter acontecido. A polêmica se estendeu na imprensa.
Corrêa defendera a autonomia administrativa do Instituto por muitos anos, e em parte por isso ele passou a maior parte do tempo de sua gestão desvinculado da universidade e envolvido em conflitos com ela, mas no fim da década de 1950 o contexto havia mudado, o isolamento já se tornava cada vez mais problemático e indesejável, e na tumultuada eleição de setembro de 1958 a Congregação não renovou seu mandato. Inconformado, retirou-se da sessão, pediu sua aposentadoria, concedida por decreto presidencial no dia 10 de outubro, e no dia 17 de outubro passou a direção à sua sucessora, a professora Alayde Pinto Siqueira. Circularam notícias de que havia sido um dos escolhidos para organizar o II Congresso Brasileiro de Arte em Brasília em 1960, mas o evento não se concretizou. Depois Tasso Corrêa retirou-se da vida pública e caiu na obscuridade, falecendo em 7 de julho de 1977.
Sua memória foi largamente esquecida, uma vez que seus sucessores não se preocuparam em consolidar uma historiografia sobre os dirigentes que os precederam. Recentemente sua figura e seu papel vêm sendo recuperados, em particular depois dos detalhados estudos de Círio Simon sobre a história do Instituto. Seu importante acervo documental, composto por cartas, discursos, fotografias, convites, manuscritos e outros documentos, complementado por significativas doações da família, está depositado no Arquivo Histórico do Instituto.

## Legado

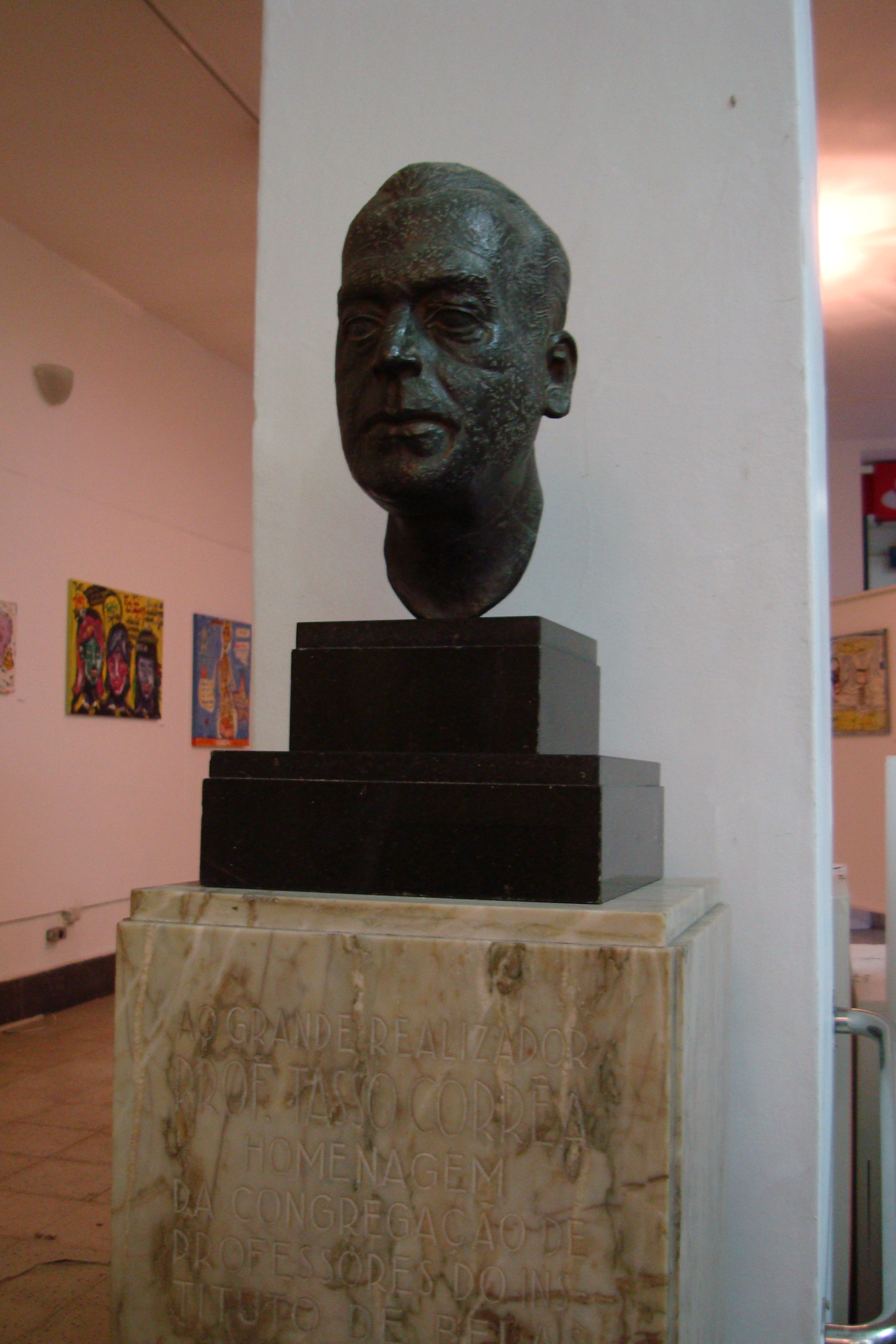
Busto de Tasso Corrêa no saguão do Instituto de Artes

Nas palavras de Simon, "Tasso redesenhou o campo das Artes Plásticas do Instituto, numa lógica capaz de responder a um mundo que se estava transformando pela industrialização e pelas conseqüências que essa nova infraestrutura estava provocando na cultura e na arte. O paradigma da academia, que antes procurava transformar o aluno em súdito, era substituído pela universidade brasileira comprometida com o serviço de causas sociais mais amplas". Alinhado às diretrizes educacionais da Era Vargas, homem de confiança dos interventores federais que assumiram o governo do estado, reproduziu no Instituto o modelo de governo autoritário e centralizador vigente na época, mas mantinha boas relações com o meio artístico e cultural local, e "conseguiu nos aparentes gestos populistas das suas iniciativas, traduzir necessidades concretas da instituição", consagrando-se como líder inconteste e projetando-o "ao primeiro plano entre as instituições nacionais voltadas para a arte no Brasil". Simon pensa que um dos seus maiores legados foi ter lançado bases firmes para a constituição e qualificação de um referencial teórico e para a autonomia do campo das artes no estado.
Para Athos Damasceno, "de 1922 para cá, nenhum movimento artístico se processou no Rio Grande do Sul que não contasse com a orientação de Tasso Corrêa ou dele não houvesse recebido o mais decisivo apoio". Segundo Luiza Araújo, Corrêa foi "um dos nomes mais importantes do campo artístico no Estado, na primeira metade do século XX. [...] Em uma época de transformação das estruturas de ensino superior no Brasil, ele defendeu o lugar da arte e da cultura no ambiente universitário brasileiro, reivindicou maiores poderes institucionais para os profissionais da área artística e lutou pela própria sobrevivência do IBA".

## Homenagens

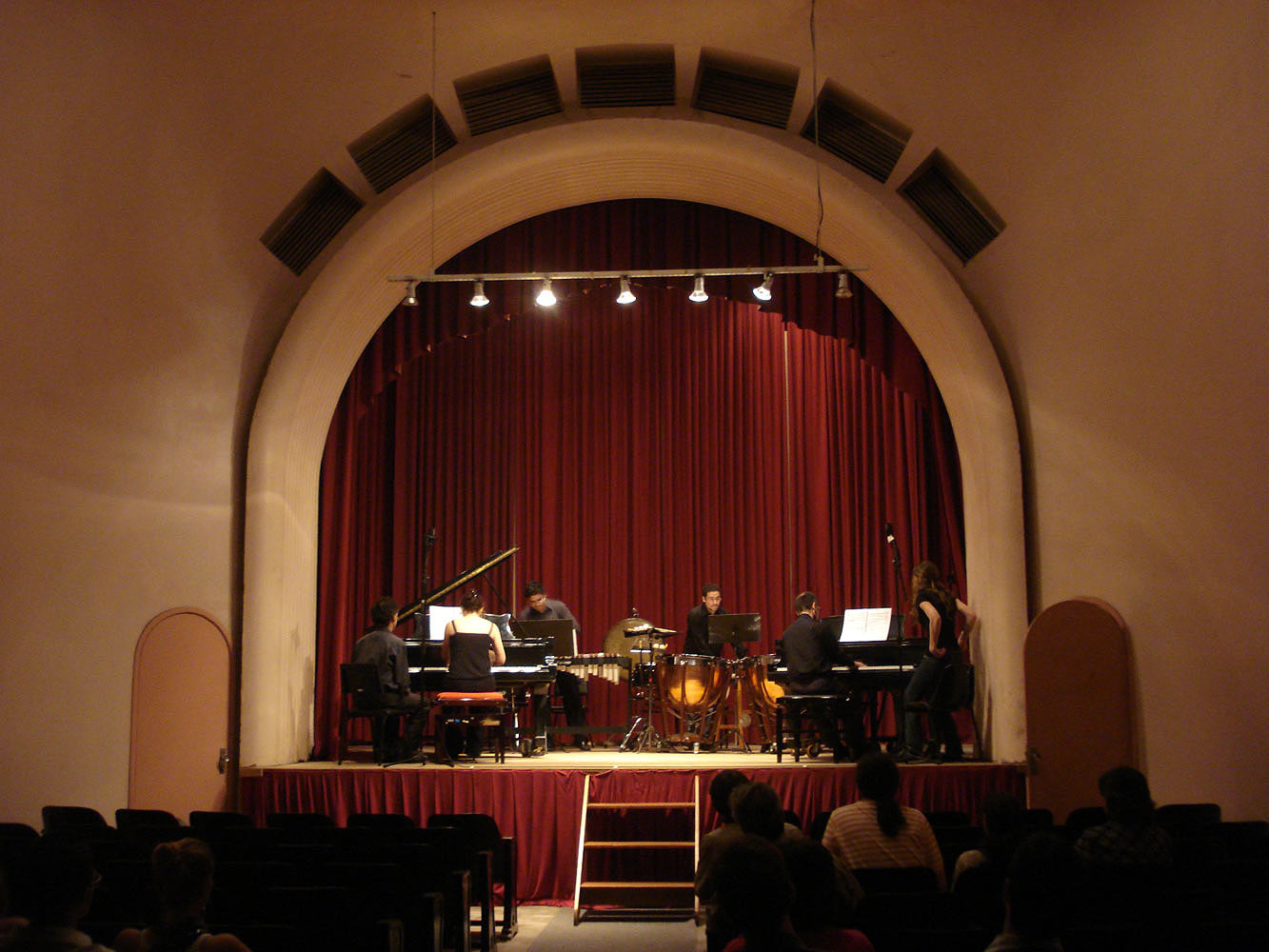
O Auditório Tasso Corrêa

Em 1941 recebeu homenagem de artistas e intelectuais cariocas em sua visita ao Rio de Janeiro, num banquete organizado pela Sociedade Brasileira de Belas Artes. Pela sua relevante atuação na institucionalização do ensino da Arquitetura, na sessão de encerramento do 2º Congresso Brasileiro de Arquitetos de 1958, recebeu o título de Arquiteto Honoris Causa, aprovado por unanimidade. Recebeu da UFRGS o título de Professor Emérito em 1968. O Centro Acadêmico e o Auditório do Instituto de Artes foram batizados com seu nome. Um retrato seu foi instalado no Centro Acadêmico em 1943. Aldo Locatelli o incluiu num grande mural pintado no oitavo andar do Instituto, que celebra as artes e os principais nomes na história da instituição. Fernando Corona modelou seu busto em bronze, instalado na entrada do Instituto. Athos Damasceno dedicou seu clássico Artes Plásticas no Rio Grande do Sul (1971) "a Tasso Corrêa, a cuja inteligência, sensibilidade e ação tanto devem as Belas Artes no Rio Grande do Sul". Foi biografado por sua filha Nayá Corrêa dos Santos no livro Tasso Corrêa: uma vida, uma obra de arte (2001).